# Powiat Torgau-Oschatz
Powiat Torgau-Oschatz (niem. Landkreis Torgau-Oschatz) – były powiat w rejencji Lipsk, w niemieckim kraju związkowym Saksonia, w wyniku reformy administracyjnej 1 sierpnia 2008 z powiatu Torgau-Oschatz i Delitsch stworzono Nordsachsen.
Stolicą powiatu Torgau-Oschatz było Torgau.